# 군사행정
군사행정(軍事行政)은 군사목적의 유지, 관리를 위하여 하는 행정이다. 군사학의 부문이지만 행정학에서 다루기도 한다.

## 군사행정의 종류
- 군정
- 군령